# كهف كيلو
كهف كيلو هو موقع علم الإنسان القديم يقع في جزيرة بوكا في منطقة بوغانفيل ذاتية الحكم، بابوا غينيا الجديدة. يقع كهف كيلو عند قاعدة منحدر من الحجر الجيري، على بعد 65 مترًا (213 قدمًا) من الساحل الحديث.